# Gorguts
Gorguts är ett death metal-band från Québec som grundades 1989.
Bandet bildades av Luc Lemay (sång och gitarr), Sylvain Marcoux (gitarr), Éric Giguère (bas) och Stéphane Provencher (trummor). Med den uppställningen spelades det in en demo och två hela album. Under fem år efter att de spelade in The Erosion of Sanity visade de inga tecken på aktivitet och många trodde att bandet var dött. 1998 återvände dock Gorguts till musikvärlden, den här gången bestående av Luc Lemay (sång och gitarr), Steeve Hurdle (gitarr), Steve Cloutier (bas) och Patrick Robert (trummor). Det året släppte de Obscura, som var mycket annorlunda från deras tidigare, mera traditionella death metal-skivor. 2001, efter ytterligare en del förändringar av banduppställningen, släpptes From Wisdom to Hate.
2005 beslöt sig Lemay för att lägga ner bandet, och strax därefter bildade han och Hurdle Negativa, som är stilistiskt snarlikt Obscura. 2008 återupplivade Lemay bandet med en ny lineup.

## Medlemmar
Senaste kända medlemmar
- Luc Lemay – gitarr, sång (1989–2005, 2008–2019)
- Colin Marston – basgitarr (2009–2019)
- Kevin Hufnagel – gitarr (2009–2019)
- Patrice Hamelin – trummor (2014–2019)

Tidigare medlemmar
- Carlo Gozzi – basgitarr (1989)
- Stéphane Provencher – trummor (1989–1993)
- Sylvain Marcoux – gitarr (1989–1993)
- Gary Chouinard – gitarr (1989–1990)
- Eric Giguere – basgitarr (1990–1993)
- Steve Cloutier – basgitarr (1993–2004)
- Steve MacDonald – trummor (1993–1995, 1998–2002; död 2002)[2]
- Steeve Hurdle – gitarr (1993–1999; död 2012)[3]
- Patrick Robert – trummor (1996–1998)
- Daniel Mongrain – gitarr (1999–2001)
- John Longstreth – trummor (2009–2014)

Turnerande medlemmar
- Patrice Hamelin – trummor (2011–2014)
- Dominic Lapointe – basgitarr (2017–2019)

## Kuriosa
- Luc Lemay är, förutom musiker, numera självlärd träsnidare och har en egen affär där han säljer möbler, skyltar med mera.
- Steve MacDonald (som spelade trummor på From Wisdom to Hate) hängde sig i oktober 2002, efter flera års depression.[4]

## Diskografi
Demo
- 1989 – Demo '89
- 1990 – ...And Then Comes Lividity

Studioalbum
- 1991 – Considered Dead
- 1993 – The Erosion of Sanity
- 1998 – Obscura
- 2001 – From Wisdom to Hate
- 2013 – Colored Sands

Livealbum
- 2006 – Live in Rotterdam

EP
- 2016 – Pleiades' Dust

Samlingsalbum
- 2003 – ...And Then Comes Lividity / Demo Anthology
- 2004 – Considered Dead / The Erosion of Sanity
- 2016 – Obscura / From Wisdom to Hate